# ادموند شولتس
ادموند شولتس (انگلیسی: Edmund Schulthess; ۲ مارس ۱۸۶۸ – ۲۲ آوریل ۱۹۴۴) سیاستمدار و عضو شورای فدرال سوئیس بود. وی همچنین چهار دوره رئیس‌جمهور کنفدراسیون سوئیس بوده است.